# Азербайджано-японские отношения
Азербайджано-японские отношения — отношения между Азербайджаном и Японией в политической, социально-экономической, культурной и иных сферах.

## Дипломатические отношения
Япония является одной из первых стран, признавших независимость Азербайджана 28 декабря 1991 года. Дипломатические отношения между Азербайджаном и Японией установлены 7 сентября 1992 года.
Посольство Японии в Баку функционирует с 21 января 2000 года. Посольство Азербайджана в Токио учреждено 12 октября 2005 года.
В парламенте Азербайджана действует двусторонняя рабочая группа по отношениям с Японией. Руководитель группы — Амина Агазаде.
В парламенте Японии действует двусторонняя рабочая группа по отношениям с Азербайджаном. Руководитель группы — Акира Амари.
Действует совместная межправительственная комиссия.
Япония поддерживает Азербайджан в вопросе карабахского конфликта.
Первый официальный визит Президента Азербайджана Гейдара Алиева в Японию состоялся 24-28 февраля 1998 года. В рамках визита стороны подписали 10 документов. После данного визита учреждена Парламентская ассоциация дружбы между Японией и Азербайджаном.
В рамках визита президента Азербайджана Ильхама Алиева в Токио в марте 2006 года стороны подписали договор о техническом сотрудничестве.
Япония проголосовала за избрание Азербайджана непостоянным членом Совета Безопасности ООН (2012—2013 гг.).

## Договорно-правовая база
Между странами подписано 28 соглашений в экономической, гуманитарной и иных сферах, в том числе:
- Соглашение о дружбе и партнерстве (февраль 1998)
- Соглашение о сотрудничестве в области торговли и экономики (февраль 1998)
- Договор о техническом сотрудничестве (март 2006)[11]
- Конвенция о предотвращении уклонения от уплаты налогов и устранении двойного налогообложения в отношении налогов на доходы (27 декабря 2022)[12]

## В области экономики
В 1970-х годах в Баку при финансовой поддержке правительства Японии был сооружён завод бытовых кондиционеров. В 1996 году Министерство внешней торговли и промышленности Японии изъявило желание распространить на Азербайджан свою систему страхования деловых операций.
В феврале 1998 года между странами были заключены кредитное соглашение между Азербайджаном и Фондом экономического сотрудничества с зарубежными странами (Япония) о проекте строительства парогазовой электростанции «Северная», кредитное соглашение между Азербайджаном и Импортно-экспортным банком (Япония) о финансировании проекта реставрации установки на этилен-полиэтиленовом заводе, соглашение между SOCAR и нефтяной компанией «Мицуи» о предоставлении долевого участия.
В 2005 году Азербайджан  участвовал на выставке «Экспо 2005», проведённой в Японии. На выставке был проведён День Азербайджана.
В 2012 году правительство Японии инвестировало в развитие экономики Азербайджана 332,63 миллиона манат, в 2013 году — 497,82 миллиона манат, в 2014 году — 310,38 миллиона манат.
В 2013 году в Баку проведён японский бизнес-фестиваль.
В 2015 году в Баку состоялось 48-е заседание Совета управляющих Азиатского банка развития.
В январе 2016 года авиакомпанией Silk Way West Airlines открыто прямое грузовое авиасообщение между Баку и Комацу.
В 2017 году организована экспортная миссия Азербайджана в Японию.
Действует двусторонняя комиссия по экономическому сотрудничеству.
На 2018 год в Азербайджане функционировало 30 японских компаний.
С 5 по 8 марта 2024 года азербайджанские компании приняли участие в выставке «FOODEX Japan 2024».

### В нефтяном секторе
С 1995 года две ведущие компании Японии: ITOCHU и Inpex присоединились к «Контракту века». Inpex принимает участие в разработке месторождений «Азери-Чираг-Гюнешли». На июнь 2025 года доля компании в проекте составляет  9,31 %.
Itochu является участником проектов по разработке блока нефтяных месторождений «Азери-Чираг-Гюнешли» (3,65%) и нефтепровода Баку — Тбилиси — Джейхан (3,4%).
В декабре 1998 года в Азербайджане открыт первый консорциум японских компаний, объединяющих в себе «Japan petroleum exploration», «Inpex Nord ltd. of Japan», «Japan National oil corporation», «Teykoku oil corporation», «Itochu». Между ГНКАР и консорцумом был подписан контракт на разработку месторождений «Yanan tava», «Мугань-Дениз» и «Аташгях».
В 2015 году Государственный нефтяной фонд Азербайджана и «Mitsubishi UFJ Trust and Banking Corporation» приобрели торговую недвижимость «Kirarito Ginza» в Токио за 436 млн долл.

### Товарооборот (тыс. долл)
В 1997 году взаимный товарооборот составил 22,3 млн долларов.
В 2006 году взаимный товарооборот между странами достиг 70 млн долларов.
В 2015 году товарооборот с Японией составил 450 млн долларов.
| Год  | Экспорт Азербайджана | Импорт Азербайджана | Сумма товарооборота |
| ---- | -------------------- | ------------------- | ------------------- |
| 2020 | 5 373,49             | 195 111,67          | 200 485,16          |
| 2021 | 15 819,55            | 259 021,76          | 274 841,31          |
| 2022 | 14 027,60            | 290 219,27          | 304 246,87          |
| 2023 | 16 861,36            | 435 287,67          | 452 149,03          |
| 2024 | 18 946,19            | 409 059,01          | 428 005,2           |

Япония экспортирует в Азербайджан автомобили (в основном, грузовики ISUZU), механизмы, электронное оборудование, предметы быта.
Из Азербайджана в Японию экспортируются сельскохозяйственные товары (сухофрукты), алюминий, нефть.

## В области образования
В Азербайджане каждый год организуются семинары и учебные курсы японского языка. Японский язык преподается как в средних школах, так и в вузах: в Бакинском государственном университете и в Азербайджанском университете языков.
Азербайджанский язык преподается в Центре турецкой культуры имени Юнуса Эмре в Токио.
Между Азербайджанской дипломатической академией и высшими учебными заведениями Японии университетом Дошиша, Азиатско-Тихоокеанским университетом Рицумэйкан, Киотским университетом, Осакским университетом, университетом Яманаси Гакуин заключён ряд соглашений о сотрудничестве.
В феврале 2012 года в Азербайджанском университете языков открыт центр исследования Японии. В центре осуществляется преподавание японского языка и изучение культуры Японии.
Между Азербайджанским университетом языков и университетом Цукубы заключено соглашение об обмене студентами. Согласно договору каждый год трое студентов Азербайджанского университета языков обучаются в Университете Цукубы на бесплатной основе.

## В области культуры
В 2013 году заключено соглашение о побратимстве между городом Исмаиллы и Ито (Япония, префектура Сидзуока). 
В парке культуры и отдыха им. Гейдара Алиева в Исмаиллы заложен японский сад. В августе 2015 года в парке Гейдара Алиева в Хатаинском районе г. Баку был также заложен японский сад.
Летом 2017 года в Шеки состоялся музыкальный фестиваль «Шелковый путь», на котором выступил японский музыкант Va-Liga.
Функционирует Ассоциация дружбы Япония — Азербайджан.
17 декабря 2023 года в Бакинском дворце спорта проведён фестиваль японской культуры и будо.

## Туризм
В 2013 году 373 азербайджанских граждан обратились в представительство Японии для получения визы. В том же году Азербайджан посетило 2 471 человек из Японии.
С 1 февраля 2016 года граждане Японии вправе получить одноразовую въездную визу сроком на 30 дней во всех международных аэропортах Азербайджана.
В 2019 году число туристов из Японии увеличилось на 37,1%, составив 6 135 чел.

## Гуманитарная помощь
В марте 1991 года Япония оказала гуманитарную помощь Азербайджану в размере 1 млн долл.
Начиная с 2000 года, Япония оказывает материальную помощь Азербайджану в рамках программы помощи. На февраль 2016 года Япония оказала техническую помощь Азербайджану в размере более 1 миллиарда долларов.
Весной 2011 года Азербайджан оказал Японии гуманитарную помощь для восстановления после крупного землетрясения в восточной части страны.
В 2015 году правительство Японии выделило грант Азербайджану на сумму 900 тысяч долларов на развитие сельского хозяйства.